# Булатово (Ржевский район)
Булатово — опустевшая деревня в Ржевском муниципальном округе Тверской области.

## География
Находится в южной части Тверской области на расстоянии приблизительно 25 км по прямой на север-северо-запад от города Ржев.

## История
В 1859 году здесь (деревня Ржевского уезда Тверской губернии) было учтено 5 дворов, в 1939—7. Входила до 2022 года в состав сельского поселения «Итомля» до его упразднения.

## Население
Численность населения: 50 человек (1859 год), 0 как в 2002 году, так и в 2010.